# ネイツ・ポトカル
ネイツ・ポトカル（Nejc Potokar 、1988年12月2日 - ）は、スロベニア・ザゴリェ・オプ・サヴィ出身の元サッカー選手。現役時代のポジションは、ディフェンダー。